# Anastrepha maculata
Anastrepha maculata är en tvåvingeart som beskrevs av Allen L.Norrbom 1998. Anastrepha maculata ingår i släktet Anastrepha och familjen borrflugor. Inga underarter finns listade i Catalogue of Life.